# Língua crioula francesa de Granada
A língua crioula francesa de Granada é uma língua crioula de base francesa falada em Granada. Esta língua é uma variedade do crioulo antilhano, muito semelhante ao crioulo de Santa Lúcia. Em Granada, e entre Granadinas, é referido como patuá ou patuá francês. Esta já foi a língua franca de Granada, e era comumente falada até recentemente, em 1930, inclusive por crianças, em algumas áreas rurais, podia falar a mesma. No século XXI, este crioulo só pode ser ouvido entre os falantes idosos em alguns pequenos locais do país. O número de falantes nativos deste crioulo é em torno de duas mil pessoas.
O francês ou o crioulo francês, era a língua da grande maioria dos habitantes, escravos e proprietários de imóveis, e, embora os novos administradores britânicos falassem o inglês, o francês foi predominante.

## História
O primeiro assentamento bem sucedido por um poder colonial ocidental ocorreu em 1650, quando os franceses a partir da Martinica estabeleceram contato amigável com os nativos Caribes. Granada foi colonizada com sucesso, pela primeira vez, pelos franceses em 1650 e houve um período ininterrupto de administração francesa até 1763, 113 anos, antes da ilha passar para as mãos dos britânicos. Após os britânicos permanecerem na posse por cerca de 16 anos, os franceses recapturaram a ilha em 1779 depois de uma batalha sangrenta. Fort Royal (mais tarde São Jorge) foi saqueada e pilhada. A tensão era elevada. Os novos ocupantes franceses tornou as coisas muito ásperas para os instituidores britânicos e costumes franceses, tradições francesas e da língua francesa foram predominantes.
Os britânicos assumiram o controle da ilha, no século XVIII, e governou até sua independência em 1974. Apesar da longa história do domínio britânico, a herança francesa de Granada é ainda evidenciada pelo número de estrangeirismos franceses no crioulo inglesa de Granada. O caráter francófono de Grenada foi ininterrupta por mais de um século antes o domínio britânico. Isso garantiu que a língua em Grenada nunca poderia ser visto a menos nessa luz.
Às vezes, o crioulo francês de Granada, o crioulo da Dominica, o crioulo da Martinica, o crioulo de Guadalupe, o crioulo das Ilhas dos Santos, o crioulo de Santa Lúcia e o crioulo francês de Trindade e Tobago são considerados uma única língua, o crioulo antilhano.
A Grenada Creole Society fundada em 2009 implementou a missão de pesquisar e documentar a língua em Granada. A história completa da língua crioula francófona de Granada é apresentado no livro Ancient Afro-Romance Language on Common Speech in the Caribbean Island of Grenada de 2012.

## Situação atual
Os idosos ainda falam crioulo francês, mas eles estão se tornando cada vez menos, porque, ao contrário de Santa Lúcia e Dominica que se encontram perto das ilhas francesas de Martinica e Guadalupe, Grenada não tem vizinhos de língua francesa para manter essa língua viva. No entanto, e apesar do fato de que, de uma ou duas gerações atrás, o uso do inglês granadino foi visto com bons olhos pelos professores e pais, um olhar sobre a história dá algum entendimento do porquê conversas hoje são tão generosamente polvilhado com uma coleção de pitorescas palavras e frases de crioulo francês.